# Renaud de Watteville
 (mars 2025).
Renaud de Watteville
Renaud de Watteville, né le 9 juin 1958 à Ollon, est un entrepreneur et organisateur d'évènements vaudois.

## Biographie
Renaud de Watteville naît le 9 juin 1958 à Ollon, dans le Chablais vaudois. Il grandit à Paris, avant de suivre sa famille à Lausanne où son père est nommé en tant que pasteur à la paroisse de la cathédrale.
Il suit une formation de pilote d'avion, mais est empêché de pratiquer cette profession à cause de son daltonisme trop prononcé. En 1987, il organise un premier événement de skateboard à Beaulieu. En 1990, il fonde à Lausanne l'association Swiss Mate, qui organise de nombreuses compétitions de skateboard et de snowboard.
Lors de l'exposition nationale de 2002, Renaud de Watteville est responsable de l'ensemble des événements sportifs. Il développe durant les années une sensibilité humanitaire, ce qui l'amène à fonder en 2008 l'entreprise Swiss Fresh Water à Belmont-sur-Lausanne,. À l'origine, l'objectif du projet était de développer un appareil de dessalage de l’eau de mer, mais il se rend compte que le problème de nombreux pays est lié plutôt au niveau de pollution de l'eau, notamment au mercure. Grâce à un appareil mis au point avec l’ingénieur Jacques Hentsch, il réalise les kiosques à eau pure, qui sont ensuite installés dans de nombreux villages au Sénégal, en Colombie, en Egypte et d'autres pays,.
En 2012, Renaud de Watteville est également à l'origine de la fondation Acces to Water (A2W),,. Il cède le poste de CEO de Swiss Fresh Water en 2018, mais garde le rôle de président de la fondation,.